# L'Œil du labyrinthe
Pour plus de détails, voir Fiche technique et Distribution.
L'Œil du labyrinthe (L'occhio nel labirinto) est un giallo germano-italien coécrit et réalisé par Mario Caiano, sorti en 1972.

## Synopsis
Jeune et jolie, Julie suit une thérapie auprès du docteur Luca Berti, un homme séduisant qui est non seulement son psychiatre mais aussi son amant. Un matin, elle se réveille brusquement après avoir rêvé de sa mort. Dans son cauchemar, il est poursuivi par un tueur dans un lieu désert, vaste labyrinthe de construction inachevées, de dédales, dans lesquels le psychiatre finit par s'écrouler, mortellement poignardé. Afin d'en avoir le cœur net, Julie se rend dans le cabinet de Luca. Mais personne ne semble l'avoir vu. Après être passée au domicile de Berti où Julie se fait agresser par un inconnu armé également désireux de retrouver le psychiatre, la jeune femme décide de partir à sa recherche, en suivant quelques indices inscrits dans l'agenda de son amant. Dans un petit village, après avoir échappé à nouveau à son agresseur, elle rencontre le directeur d'un orphelinat, Frank, qui lui affirme que Luca a de bonnes chances de s'être rendu dans une villa luxueuse au bord de la mer, et dont la propriétaire, Gerda, accueille des visiteurs généralement riches, oisifs, et pour le moins excentriques.
Dans cette demeure de luxe, elle rencontre Gerda et d'autres pensionnaires. Parmi eux, un gigolo, Luis, accro à la dope et amant de Gerda ; une jeune photographe, Toni, et son amant compositeur à moitié sourd Eugène ou encore un couple d'acteurs, Thomas et Corinne. Ils passent leur temps à faire du ski nautique ou à bronzer. Julie les interroge et ils lui affirment tous qu'ils ne connaissent pas du tout le docteur Berti. Mais elle découvre qu'ils mentent tous et qu'ils ont tous une bonne raison de le haïr et surtout de le tuer...

## Fiche technique
- Titre original : L'occhio nel labirinto
- Titre français : L'Œil du labyrinthe
- Réalisation : Mario Caiano
- Scénario : Mario Caiano, Horst Hächler et Antonio Saguera
- Montage : Jolanda Benvenuti
- Musique : Roberto Nicolosi
- Photographie : Giovanni Ciarlo
- Production : Lionello Santi
- Sociétés de production : Transeuropa Film, TV13 Filmproduktion et Filmages
- Société de distribution : Cineriz
- Pays d'origine :  Italie,  Allemagne de l'Ouest
- Langue originale : italien
- Format : couleur
- Genre : giallo
- Durée : 90 minutes
- Date de sortie : 
  -  Italie : 24 mars 1972

## Distribution
- Rosemary Dexter : Julie
- Adolfo Celi : Frank
- Alida Valli : Gerda
- Horst Frank : Luca
- Sybil Danning : Toni
- Franco Ressel : Eugene
- Michael Maien : Louis
- Benjamin Lev  Saro
- Gigi Rizzi : Thomas
- Peter Kranz
- Gaetano Donati
- Elisa Mainardi : la directrice de l'orphelinat
- Mario Cantatore
- Rosita Torosh : la secrétaire de Luca